# Bunium alpinum
Bunium alpinum är en växtart i släktet jordkastanjer (Bunium) och familjen flockblommiga växter. Den beskrevs av Franz de Paula Adam von Waldstein-Wartemberg och Pál Kitaibel 1804.
Arten förekommer på nordvästra Balkan samt i Italien, på Korsika och i Spanien.

## Underarter
Arten delas in i följande underarter:
- B. a. alpinum
- B. a. corydalinum
- B. a. montanum
- B. a. petraeum